# 邁克·潘寧

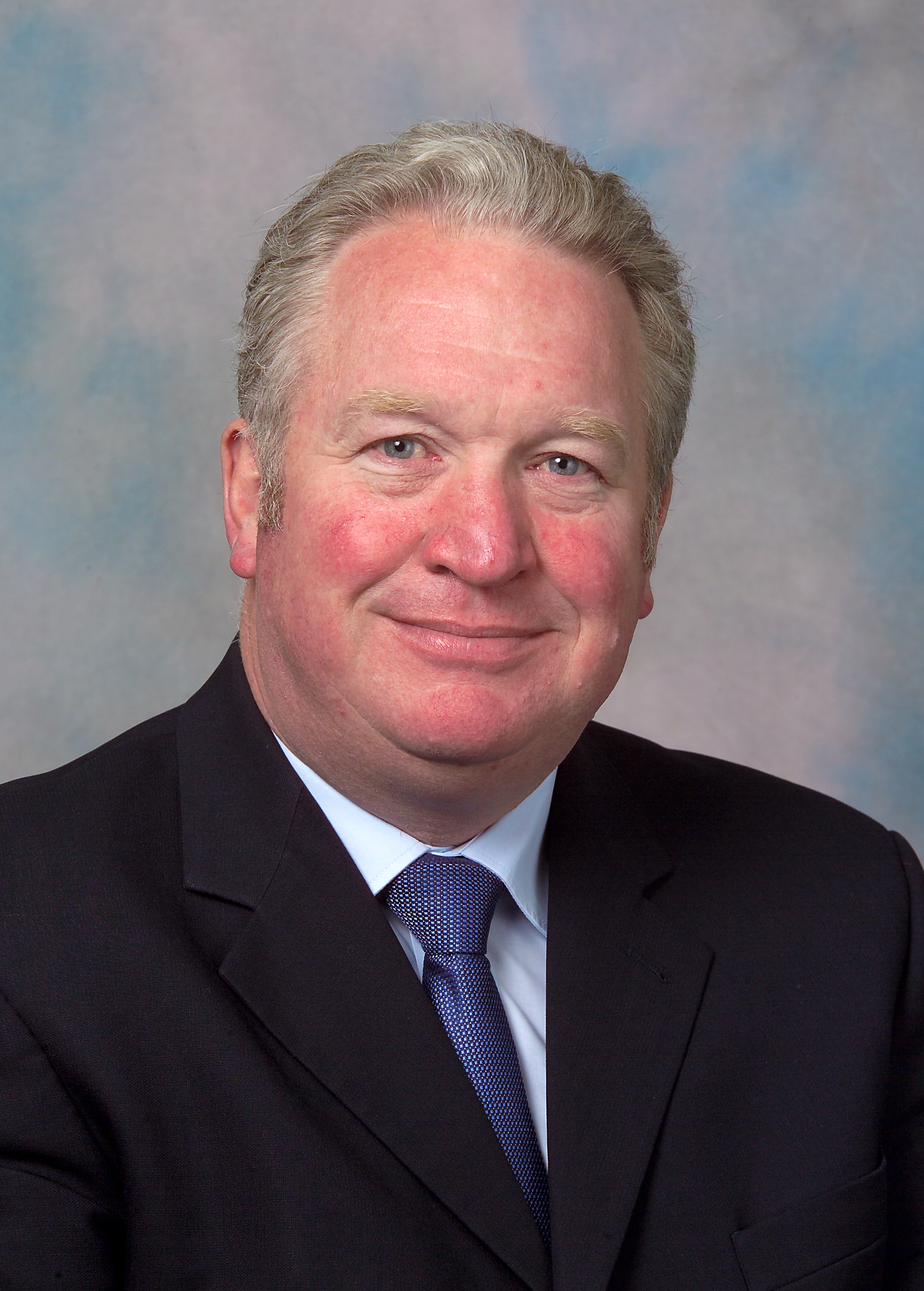
邁克·潘寧

邁克·潘寧（英語：Mike Penning，1957年9月28日—）是一位英格蘭政治人物，他的黨籍是保守黨。自2005年開始，他擔任赫默爾亨普斯特德選區選出的英國下議院議員。他曾經擔任英國勞動者年金大臣。